# Liste der Kulturdenkmale in Malmedy
Dies ist eine Liste der Kulturdenkmale in der belgischen Gemeinde Malmedy.

## Liste
| Bezeichnung                                                                     | Baujahr/Architekt | Teilgemeinde | Adresse             | Koordinaten                | Objekt-Nr.?       | Bild                                             |
| ------------------------------------------------------------------------------- | ----------------- | ------------ | ------------------- | -------------------------- | ----------------- | ------------------------------------------------ |
| Königliches Athenäum Malmedy: alte Abtei von Saint-Pierre-et-Paul (fr)          |                   |              | Place du Châtelet   | 50° 25′ 41″ N, 6° 1′ 38″ O | 63049-CLT-0001-01 |                                                  |
| Auferstehungskapelle (fr)                                                       | 1757              |              | Place du Pont Neuf  | 50° 25′ 31″ N, 6° 2′ 0″ O  | 63049-CLT-0002-01 | Auferstehungskapelle                             |
| Sechs Buchen im Wald des Venn von Longlou (fr)                                  |                   |              |                     | 50° 29′ 8″ N, 6° 1′ 30″ O  | 63049-CLT-0003-01 | Sechs Buchen im Wald des Venn von Longlou        |
| Obelisk (fr)                                                                    | 1781              |              | Place Albert I.     | 50° 25′ 32″ N, 6° 1′ 44″ O | 63049-CLT-0004-01 | Obelisk                                          |
| Schlucht (fr)                                                                   |                   |              |                     | 50° 25′ 22″ N, 6° 2′ 35″ O | 63049-CLT-0005-01 |                                                  |
| Kathedrale Saints-Pierre-et-Paul et Saint-Quirin (fr)                           | 1784              |              | Place Albert I.     | 50° 25′ 37″ N, 6° 1′ 40″ O | 63049-CLT-0006-01 | Kathedrale Saints-Pierre-et-Paul et Saint-Quirin |
| Gebäude des ehemaligen Sitz der Cavens Stiftung (fr)                            |                   |              | Place de Rome       | 50° 25′ 34″ N, 6° 1′ 30″ O | 63049-CLT-0009-01 | Gebäude des ehemaligen Sitz der Cavens Stiftung  |
| Kirche von Saint-Aubin (fr)                                                     |                   |              |                     | 50° 23′ 30″ N, 6° 0′ 43″ O | 63049-CLT-0010-01 |                                                  |
| Haus „Maraite“ (fr)                                                             | 1592              | Bellevaux    | Grand Rue 11        | 50° 23′ 26″ N, 6° 0′ 29″ O | 63049-CLT-0011-01 | Haus „Maraite“                                   |
| Alte Eiche „Lu Tchâne à Tchâne“ (fr)                                            |                   |              |                     | 50° 28′ 54″ N, 6° 4′ 44″ O | 63049-CLT-0012-01 | Alte Eiche „Lu Tchâne à Tchâne“                  |
| St. Hubertuskapelle (fr)                                                        |                   | Bellevaux    |                     | 50° 21′ 59″ N, 6° 2′ 17″ O | 63049-CLT-0013-01 |                                                  |
| St. Hubertuskapelle und Umgebung (fr)                                           |                   | Bellevaux    |                     | 50° 22′ 0″ N, 6° 2′ 15″ O  | 63049-CLT-0014-01 |                                                  |
| Bauernhaus: Fachwerk-Giebel (fr)                                                |                   | Xhoffraix    | Place du Hameau     | 50° 27′ 33″ N, 6° 4′ 6″ O  | 63049-CLT-0015-01 |                                                  |
| Waldberg „Les Planeresses“ (fr)                                                 |                   |              |                     | 50° 28′ 52″ N, 6° 4′ 50″ O | 63049-CLT-0016-01 |                                                  |
| Einsiedelei von Bernister und seine Umgebung (fr)                               |                   |              |                     | 50° 26′ 29″ N, 6° 1′ 29″ O | 63049-CLT-0018-01 |                                                  |
| Kapuzinerkirche (fr)                                                            | 1626              |              | Ruelle des Capucins | 50° 25′ 29″ N, 6° 1′ 50″ O | 63049-CLT-0019-01 | Kapuzinerkirche                                  |
| Warchefelsen (fr)                                                               |                   |              |                     | 50° 23′ 16″ N, 5° 59′ 4″ O | 63049-CLT-0020-01 | Warchefelsen                                     |
| Haus „Villers“ (fr)                                                             |                   |              | Cheminrue 11        | 50° 25′ 30″ N, 6° 1′ 40″ O | 63049-CLT-0021-01 |                                                  |
| Krankenkapelle (fr)                                                             | 1544              |              | Rue de la Chapelle  | 50° 25′ 31″ N, 6° 1′ 19″ O | 63049-CLT-0024-01 | Krankenkapelle                                   |
| Sprossender Bärlapp von Wolfbusch (fr)                                          |                   | Bellevaux    |                     | 50° 22′ 24″ N, 6° 5′ 28″ O | 63049-CLT-0026-01 |                                                  |
| Fassaden und Dächer der alten Gretedar-Halle (fr)                               | 1602              |              | Rue de Grétedar 8   | 50° 25′ 35″ N, 6° 1′ 51″ O | 63049-CLT-0028-01 |                                                  |
| Kapelle Fischbach (fr)                                                          | 1831              |              |                     | 50° 31′ 6″ N, 6° 3′ 47″ O  | 63049-CLT-0030-01 | Kapelle Fischbach                                |
| Historische Ortsbereiche der Gemeinden Jalhay, Baelen, Weismes und Malmedy (fr) |                   |              |                     | 50° 31′ 32″ N, 6° 2′ 39″ O | 63049-CLT-0031-01 |                                                  |
| Schloss Reinhardstein und das Tal der Warche (fr)                               |                   |              |                     | 50° 26′ 52″ N, 6° 4′ 47″ O | 63049-CLT-0032-01 | Schloss Reinhardstein und das Tal der Warche     |
| Haus „Villers“ (fr)                                                             | 1689              |              | Rue Haute Vaulx     | 50° 25′ 30″ N, 6° 1′ 40″ O | 63049-PEX-0001-01 |                                                  |